# Bulbophyllum philippinense
Bulbophyllum philippinense é uma espécie de orquídea (família Orchidaceae) pertencente ao gênero Bulbophyllum. Foi descrita por Oakes Ames em 1920.